# 1978-as fedett pályás atlétikai Európa-bajnokság
Az 1978-as fedett pályás atlétikai Európa-bajnokságot Milánóban, Olaszországban rendezték március 11. és március 12. között. Ez volt a 9. fedett pályás Eb. A férfiaknál 11, a nőknél 8 versenyszám volt. 
Szalma László megnyerte a férfi távolugrást, Erdélyi Ildikó a női távolugrásban ezüstérmet szerzett.

## A magyar sportolók eredményei
Magyarország az Európa-bajnokságon 8 sportolóval képviseltette magát.
Érmesek
| Érem  | Versenyző     | Versenyszám | Dátum       |
| ----- | ------------- | ----------- | ----------- |
| Arany | Szalma László | Távolugrás  | március 12. |
| Ezüst | Szabó Ildikó  | Távolugrás  | március 11. |

## Éremtáblázat
(A táblázatban Magyarország és a rendező nemzet eltérő háttérszínnel kiemelve.)
| Helyezés | Nemzet         | Arany | Ezüst | Bronz | Összesen |
| 1.       | NDK            | 4     | 3     | 3     | 10       |
| 2.       | Szovjetunió    | 4     | 2     | 6     | 12       |
| 3.       | Finnország     | 3     | 0     | 0     | 3        |
| 4.       | Olaszország    | 2     | 1     | 1     | 4        |
| 5.       | Csehszlovákia  | 2     | 0     | 0     | 2        |
| 6.       | Lengyelország  | 1     | 3     | 1     | 5        |
| 7.       | Románia        | 1     | 1     | 1     | 3        |
| 8.       | Magyarország   | 1     | 1     | 0     | 2        |
| 9.       | Svájc          | 1     | 0     | 0     | 1        |
| 10.      | NSZK           | 0     | 2     | 3     | 5        |
| 11.      | Belgium        | 0     | 2     | 0     | 2        |
| 11.      | Bulgária       | 0     | 2     | 0     | 2        |
| 13.      | Nagy-Britannia | 0     | 1     | 2     | 3        |
| 14.      | Svédország     | 0     | 1     | 0     | 1        |
| 15.      | Ausztria       | 0     | 0     | 1     | 1        |
| 15.      | Franciaország  | 0     | 0     | 1     | 1        |

## Érmesek
- WR – világrekord
- CR – Európa-bajnoki rekord
- AR – kontinens rekord
- NR – országos rekord
- PB – egyéni rekord
- WL – az adott évben aktuálisan a világ legjobb eredménye
- SB – az adott évben aktuálisan az egyéni legjobb eredmény

### Férfi
| Versenyszám | Arany                               | Arany       | Ezüst                                | Ezüst   | Bronz                               | Bronz   |
| ----------- | ----------------------------------- | ----------- | ------------------------------------ | ------- | ----------------------------------- | ------- |
| 60 m        | Nyikolaj Kolesznyikov · Szovjetunió | 6,64        | Petar Petrov · Bulgária              | 6,66    | Alekszandr Akszinyin · Szovjetunió  | 6,73    |
| 400 m       | Pietro Mennea · Olaszország         | 46,51       | Ryszard Podlas · Lengyelország       | 46,55   | Nyikolaj Csernyeckij · Szovjetunió  | 46,72   |
| 800 m       | Markku Taskinen · Finnország        | 1:47,35 {NR | Olaf Beyer · NDK                     | 1:47,68 | Roger Milhau · Franciaország        | 1:47,8a |
| 1500 m      | Antti Loikkanen · Finnország        | 3:38,16 CR  | Thomas Wessinghage · NSZK            | 3:38,23 | Jürgen Straub · NDK                 | 3:40,2a |
| 3000 m      | Markus Ryffel · Svájc               | 7:49,5a     | Emiel Puttemans · Belgium            | 7:49,9a | Jörg Peter · NDK                    | 7:50,1a |
| 60 m gát    | Thomas Munkelt · NDK                | 7,62 =CR    | Vjacseszlav Kulebjakin · Szovjetunió | 7,72    | Giuseppe Buttari · Olaszország      | 7,86    |
| Magasugrás  | Vlagyimir Jascsenko · Szovjetunió   | 2,35 CR     | Rolf Beilschmidt · NDK               | 2,29    | Wolfgang Killing · NSZK             | 2,27    |
| Rúdugrás    | Tadeusz Ślusarski · Lengyelország   | 5,45        | Vlagyimir Trofimenko · Szovjetunió   | 5,40    | Vlagyimir Szergijenko · Szovjetunió | 5,40    |
| Távolugrás  | Szalma László · Magyarország        | 7,83        | Ronald Desruelles · Belgium          | 7,75    | Vlagyimir Cepeljov · Szovjetunió    | 7,73    |
| Hármasugrás | Anatolij Piszkulin · Szovjetunió    | 16,82       | Keith Connor · Nagy-Britannia        | 16,53   | Alekszandr Jakovlev · Szovjetunió   | 16,47   |
| Súlylökés   | Reijo Ståhlberg · Finnország        | 20,48       | Władysław Komar · Lengyelország      | 20,16   | Geoff Capes · Nagy-Britannia        | 20,11   |

### Női
| Versenyszám | Arany                              | Arany      | Ezüst                            | Ezüst   | Bronz                               | Bronz   |
| ----------- | ---------------------------------- | ---------- | -------------------------------- | ------- | ----------------------------------- | ------- |
| 60 m        | Marlies Oelsner · NDK              | 7,12 CR    | Linda Haglund · Svédország       | 7,18 NR | Ljudmila Sztorozskova · Szovjetunió | 7,27    |
| 400 m       | Marina Szidorova · Szovjetunió     | 52,42      | Rita Bottiglieri · Olaszország   | 53,18   | Karoline Käfer · Ausztria           | 53,56   |
| 800 m       | Ulrike Bruns · NDK                 | 2:02,3a    | Totka Petrova · Bulgária         | 2:02,5a | Mariana Suman · Románia             | 2:03,4a |
| 1500 m      | Silai Ilona · Románia              | 4:07,1a CR | Natalia Marasescu · Románia      | 4:07,4a | Brigitte Kraus · NSZK               | 4:07,6a |
| 60 m gát    | Johanna Klier · NDK                | 7,94 CR    | Grażyna Rabsztyn · Lengyelország | 8,07    | Silvia Kempin · NDK                 | 8,15    |
| Magasugrás  | Sara Simeoni · Olaszország         | 1,94 CR    | Brigitte Holzapfel · NSZK        | 1,91    | Urszula Kielan · Lengyelország      | 1,88    |
| Távolugrás  | Jarmila Nygrýnová · Csehszlovákia  | 6,62       | Erdélyi Ildikó · Magyarország    | 6,49    | Sue Reeve · Nagy-Britannia          | 6,48    |
| Súlylökés   | Helena Fibingerová · Csehszlovákia | 20,67      | Margitta Droese · NDK            | 19,77   | Eva Wilms · NSZK                    | 19,24   |